# Павловское сельское поселение (Воронежская область)
Павловское сельское поселение — муниципальное образование в Рамонском районе Воронежской области.
Административный центр — село Гремячье.

## География
Сельское поселение расположено в западной части района. Муниципальное образование граничит на севере — с Ломовским сельскими поселением и Липецкой областью, на востоке — с Большеверейским сельским поселением, на юге — с Сомовским сельским поселением, на западе — с Семилукским районом.
Территория расположена в пределах Среднерусской возвышенности Придонского мелового района типичной лесостепи. Территория характеризуется слабоволнистым рельефом с овражно-балочной расчлененностью, с уклоном в северном направлении в сторону русла р. Большая Верейка. Территория характеризуется достаточно однородными метеорологическими условиями. По территории поселения протекает река Большая Верейка и река сухая ВерейВерейка. Имеется несколько прудов.

## Населённые пункты
В состав поселения входят:
- село Гремячье,
- село Высочкино,
- село Лебяжье,
- село Павловка,
- хутор Руда.

## Население
| 2010 | 2012 | 2013 | 2014 | 2015 | 2016 | 2017 |
| ---- | ---- | ---- | ---- | ---- | ---- | ---- |
| 458  | ↘430 | ↘408 | ↘389 | ↘364 | ↘347 | ↘345 |
| 2018 |      |      |      |      |      |      |
| ↗352 |      |      |      |      |      |      |

## Социальная сфера

### Образование
На территории Павловском сельском поселения функционирует общеобразовательная школа в селе Гремячье емкостью 192 человека. Дошкольные детские учреждения и детские внешкольные учреждения на территории поселения отсутствуют.

### Здравоохранение
На территории Павловского сельского поселения функционируют два фельдшерско-акушерских пункта в селе Гремячье и селе Лебяжье. Так же на территории Павловского сельского поселения располагается аптечный пункт.